# Forearm
Forearm est un super-vilain appartenant à l’univers de Marvel Comics. Il a été créé par Rob Liefeld et Louise Simonson et est apparu pour la première fois dans New Mutants #86.

## Biographie du personnage
On ne sait pas grand-chose sur le passé de Forearm. Son véritable nom est Michael McCain, mais il a déjà pris l'identité de Michael McBride.
Il a fait partie du Front de libération mutant, sous le commandement de Stryfe, puis celui de Reignfire. Avec le groupe terroriste, il tenta d'assassiner Henry Gyrich (en).
Quand l’Opération Tolérance Zéro débuta, il fut capturé par les Sentinelles Primes. Il fut ensuite libéré par X-Force (dans X-Force #68).
Il pensa un temps à les rejoindre mais les quitta après une dispute avec Danielle Moonstar. Il lui reprochait en effet de les avoir trahi, car elle travaillait comme agent double pour le SHIELD.
Forearm fut tué par Anaconda lors d'un combat d'arène à Madripoor.

## Pouvoirs
- Le mutant Forearm possédait quatre bras et une force surhumaine. Son étreinte était, du fait de ses 2 membres supplémentaires, très dure à briser.